# Peter Nobel (Menschenrechtsaktivist)
Peter Nobel (* 8. Dezember 1931) ist ein schwedischer Jurist und Menschenrechtsanwalt und Mitglied der Familie Nobel. Er ist ein Nachkomme des Industriellen und Humanisten Ludvig Nobel, des Gründers von Branobel.

## Leben
Peter Nobel war als Schwedens erster Ombudsmann für Diskriminierung (1986–1991), als Generalsekretär des Schwedischen Roten Kreuzes (1991–1994) und als Experte für den UN-Ausschuss für die Beseitigung der Rassendiskriminierung (1998–2001) tätig.
Nobel ist Ehrendoktor der Rechtswissenschaften an der Universität Uppsala, Ehrenmitglied der Stockholmer Nation und der Juristischen Gesellschaft von Uppsala. Nobel wohnt in Uppsala, wo er während seines Studiums auch Mitglied des Juvenalordens wurde.

## Kritik am Wirtschaftsnobelpreis
Wie mehrere andere Mitglieder seiner Familie, darunter Marta Helena Nobel-Oleinikoff, ist er ein heftiger Kritiker des Alfred-Nobel-Gedächtnispreises für Wirtschaftswissenschaften, den die Schwedische Nationalbank 1968 stiftete. Er und seine Familie bezeichnen die Namensgebung durch die verleihende Institution als Missbrauch ihres Familiennamens. Er argumentiert, dass kein Mitglied der Nobel-Familie jemals die Absicht hatte, einen Preis für Wirtschaftswissenschaften zu stiften.